# Wolfgang Lotz (Kunsthistoriker)

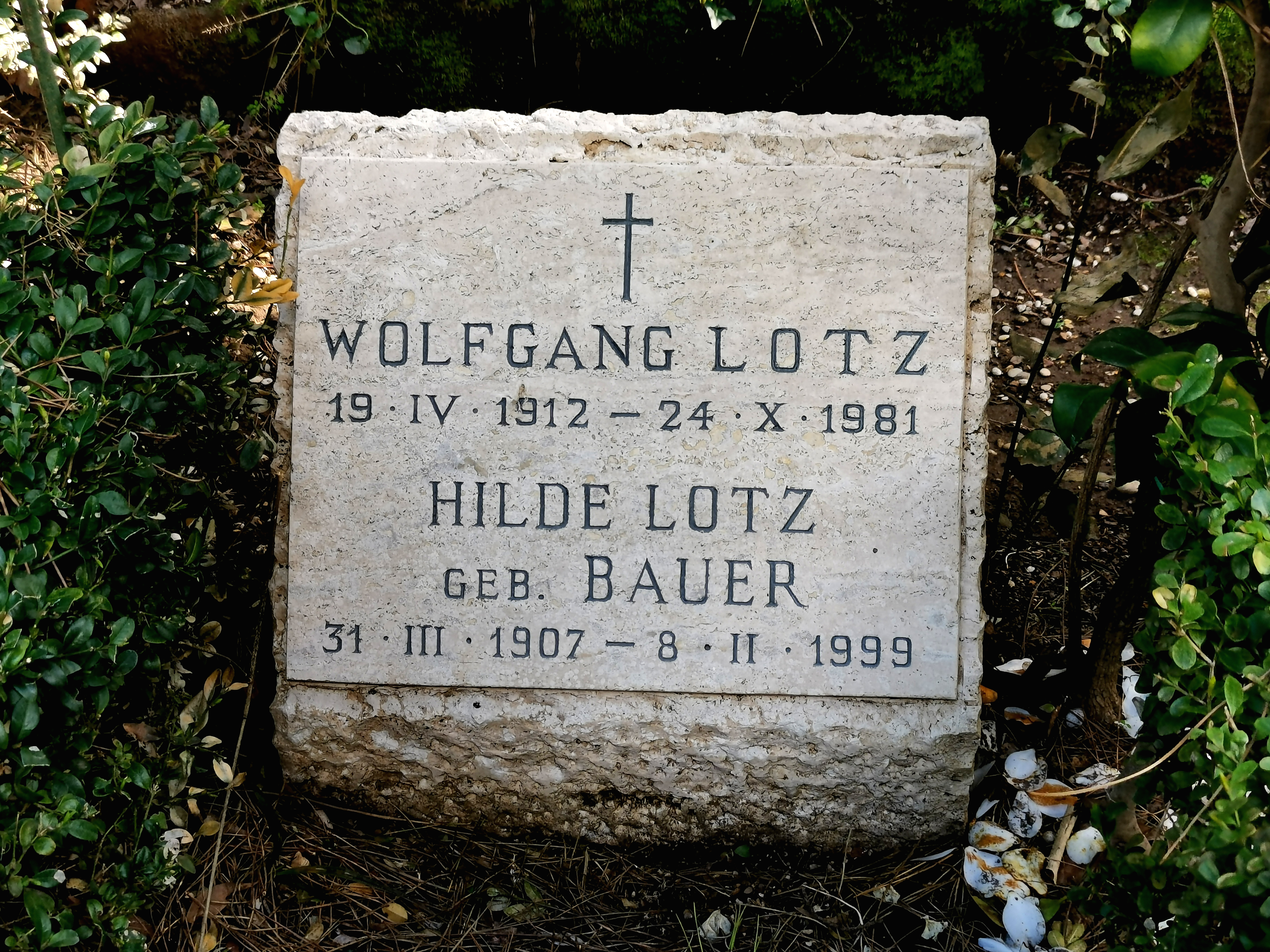
Grab auf dem Nichtkatholischen (Protestantischen) Friedhof Rom

Wolfgang Lotz (* 19. April 1912 in Heilbronn; † 24. Oktober 1981 in Rom) war ein deutscher Kunsthistoriker.

## Leben
Wolfgang Lotz begann mit einem Jurastudium in Freiburg im Breisgau, wechselte nach München zum Studium der Kunstgeschichte und wurde 1937 bei Ludwig Heinrich Heydenreich in Hamburg mit einer Dissertation über die Architektur von Giacomo Barozzi da Vignola promoviert. Danach arbeitete er am Kunsthistorischen Institut in Florenz, erst als Stipendiat, dann als Assistent. Hier lernte er 1939 die Fotografin und Kunsthistorikerin Hilde Lotz-Bauer (1907–1999) kennen, die er 1941 heiratete. 1942 wurde Lotz zum Kriegsdienst im Zweiten Weltkrieg eingezogen. 1945 geriet er in amerikanische Kriegsgefangenschaft. Von den Alliierten wurde er an die zentrale Stelle zur Rückführung von Beutekunst, den Central Art Collecting Point in München geschickt. Aus dieser erwuchs dann das Zentralinstitut für Kunstgeschichte in München, das Lotz kommissarisch leitete, bis sein Doktorvater Heydenreich die Gesamtleitung übernahm. 1952 folgte Lotz einem Ruf auf eine Professur für Kunstgeschichte am Vassar College als Nachfolger von Richard Krautheimer, der an das Institute of Fine Arts der New York University gewechselt war. Lotz wechselte 1959 auch an das Institute of Fine Arts in New York. 1962 kehrte er nach Rom zurück an die Bibliotheca Hertziana, die er als Direktor und „wissenschaftliches Mitglied der Max-Planck-Gesellschaft“ bis zu seinem Ruhestand 1980 leitete. In der Zeit wurde er auch zum Präsidenten des Centro Internazionale di Studi di Architettura Andrea Palladio in Vicenza gewählt. Nach dem Rückzug ins Privatleben, das er weiter der Wissenschaft widmete, erlitt er 1981 auf der Spanischen Treppe in Rom einen tödlichen Herzanfall. Er ist auf dem Cimitero acattolico in Rom bestattet.

## Ehrungen
- 1972: Großes Verdienstkreuz der Bundesrepublik Deutschland

## Schriften (Auswahl)
- Vignola-Studien. Beiträge zu einer Vignola-Monographie. Triltsch, Würzburg-Aumühle 1939 (Dissertation).
- Die ovalen Kirchenräume des Cinquecento.  In: Römisches Jahrbuch für Kunstgeschichte 7, 1955, S. 7–99.
- Die Spanische Treppe. Architektur als Mittel der Diplomatie. In: Römisches Jahrbuch für Kunstgeschichte 12, 1969, S. 39–94.
- The Architecture in Italy 1400–1600. Penguin Books, Baltimore, MD 1974.
- Studies in Italian Renaissance Architecture. MIT Press, Cambridge, MA 1977 (gesammelte Aufsätze, hierin die komplette Bibliographie bis 1974).